# Tim Larsson
Tim Mikael Larsson, född 25 juli 1972 i Längbro församling, Örebro län, är en svensk låtskrivare.

## Låtar

### Melodifestivalen
- 2003 – Just Like a Boomerang med Andrés Esteche (skriven tillsammans med Johan Fransson, Niklas Edberger och Tobias Lundgren).

- 2004 – Innan mörkret faller med Emil Sigfridsson (skriven tillsammans med Johan Fransson, Niklas Edberger och Tobias Lundgren).

- 2004 – Runaway med Pandora (skriven tillsammans med Johan Fransson, Niklas Edberger och Tobias Lundgren).

- 2004 – Olé Olé med Andrés Esteche (skriven tillsammans med Johan Fransson, Niklas Edberger och Tobias Lundgren).

- 2005 – Alcastar med Alcazar (skriven tillsammans med Anders Hansson, Johan Fransson, Niklas Edberger och Tobias Lundgren).

- 2005 – Alla flickor med Linda Bengtzing (skriven tillsammans med Johan Fransson, Niklas Edberger och Tobias Lundgren).

- 2005 – Vi kan gunga med Jimmy Jansson (skriven tillsammans med Johan Fransson, Niklas Edberger och Tobias Lundgren).

- 2005 – Om natten med Jessica Folcker (skriven tillsammans med Johan Fransson, Niklas Edberger och Tobias Lundgren).

- 2005 – Las Vegas med Martin Stenmarck (skriven tillsammans med Johan Fransson, Niklas Edberger och Tobias Lundgren).

- 2006 – Kalla nätter med Jessica Andersson (skriven tillsammans med Johan Fransson, Niklas Edberger och Tobias Lundgren).

- 2006 – Jag tar det jag vill ha med Sandra Dahlberg (skriven tillsammans med Johan Fransson, Niklas Edberger, Tobias Lundgren och Sandra Dahlberg).

- 2008 – Hur svårt kan det va? med Linda Bengtzing (skriven tillsammans med Johan Fransson och Tobias Lundgren).

- 2010 – You're Making Me Hot-Hot-Hot med Linda Pritchard (skriven tillsammans med Johan Fransson och Tobias Lundgren).

- 2011 – Elektrisk med Anniela (skriven tillsammans med Johan Alkenäs, Johan Fransson och Tobias Lundgren).

- 2013 – Heartbreak Hotel med Yohio (skriven tillsammans med Johan Fransson, Tobias Lundgren, Henrik Göranson och Yohio).

- 2014 – Songbird med Ellen Benediktson (skriven tillsammans med Sharon Vaughn, Johan Fransson och Tobias Lundgren).

- 2015 – I'll Be Fine med Molly Pettersson Hammar (skriven tillsammans med Molly Pettersson Hammar, Lisa Desmond, Tobias Lundgren och Gavin Jones).

- 2016 – Put Your Love on Me med Boris René (skriven tillsammans med Boris René och Tobias Lundgren).

- 2017 – Her Kiss med Boris René (skriven tillsammans med Tobias Lundgren).

- 2019 – Låt skiten brinna med Martin Stenmarck (skriven tillsammans med Uno Svenningsson, Tobias Lundgren).

- 2022 – Som du vill med Theoz (skriven tillsammans med Tobias Lundgren, Elize Ryd, Axel Schylström och Jimmy Thörnfeldt).

- 2023 – Raggen går med Elov & Beny (skriven tillsammans med Johan Werner, Kristian Wejshag, Mattias Elovsson och Oscar Kilenius)